# Hydrocleys martii
Hydrocleys martii är en svaltingväxtart som beskrevs av Moritz August Seubert. Hydrocleys martii ingår i släktet Hydrocleys och familjen svaltingväxter. Inga underarter finns listade.